# MLBアット・フィールド・オブ・ドリームス
『MLB・アット・フィールド・オブ・ドリームス』（英: MLB at Field of Dreams）は、映画『フィールド・オブ・ドリームス』の舞台となった土地であるアメリカ合衆国アイオワ州のダイアーズビル東部のトウモロコシ畑の中の球場で開催される、メジャーリーグベースボール（MLB）のレギュラーシーズンの公式戦である。
2021年8月に初めて開催され、2022年8月には第2回目が開催された。英語では"MLB Field of Dreams Game"と呼ばれることがあり、日本語では『フィールド・オブ・ドリームス・ゲーム』と呼ばれることがある。

## 概要
1989年に公開されたケビン・コスナー主演の映画『フィールド・オブ・ドリームス』の舞台となった、アイオワ州のダイアーズビル東部のトウモロコシ畑の中にある映画の撮影に使用した野球場のすぐ近くに新たに建造した野球場で、MLBの公式戦を行うというものである。
近年MLBは、人々の印象に残るような場所で公式戦を開催することに積極的で、リトルリーグ・ベースボール・ワールドシリーズの舞台であるペンシルベニア州ウィリアムズポートでMLB公式戦を毎年行っており、2019年にはメンズ・カレッジ・ワールドシリーズの舞台であるネブラスカ州オマハでも、さらに同年にはイギリスのロンドンでニューヨーク・ヤンキース対ボストン・レッドソックスの試合を開催した。MLBのそうした施策により、映画『フィールド・オブ・ドリームズ』に登場したトウモロコシ畑の中で公式戦を開催する機運が高まったのである。MLBのコミッショナーは「世代をまたぐ歴史を誇るスポーツとして、『フィールド・オブ・ドリームス』の舞台でレギュラーシーズンの試合を開催することに興奮している」「アイオワの特別なトウモロコシ畑で、野球がどれほど人々をひとつにする力があるかという映画の不朽のメッセージを祝福できることを楽しみにしている」とコメントした。

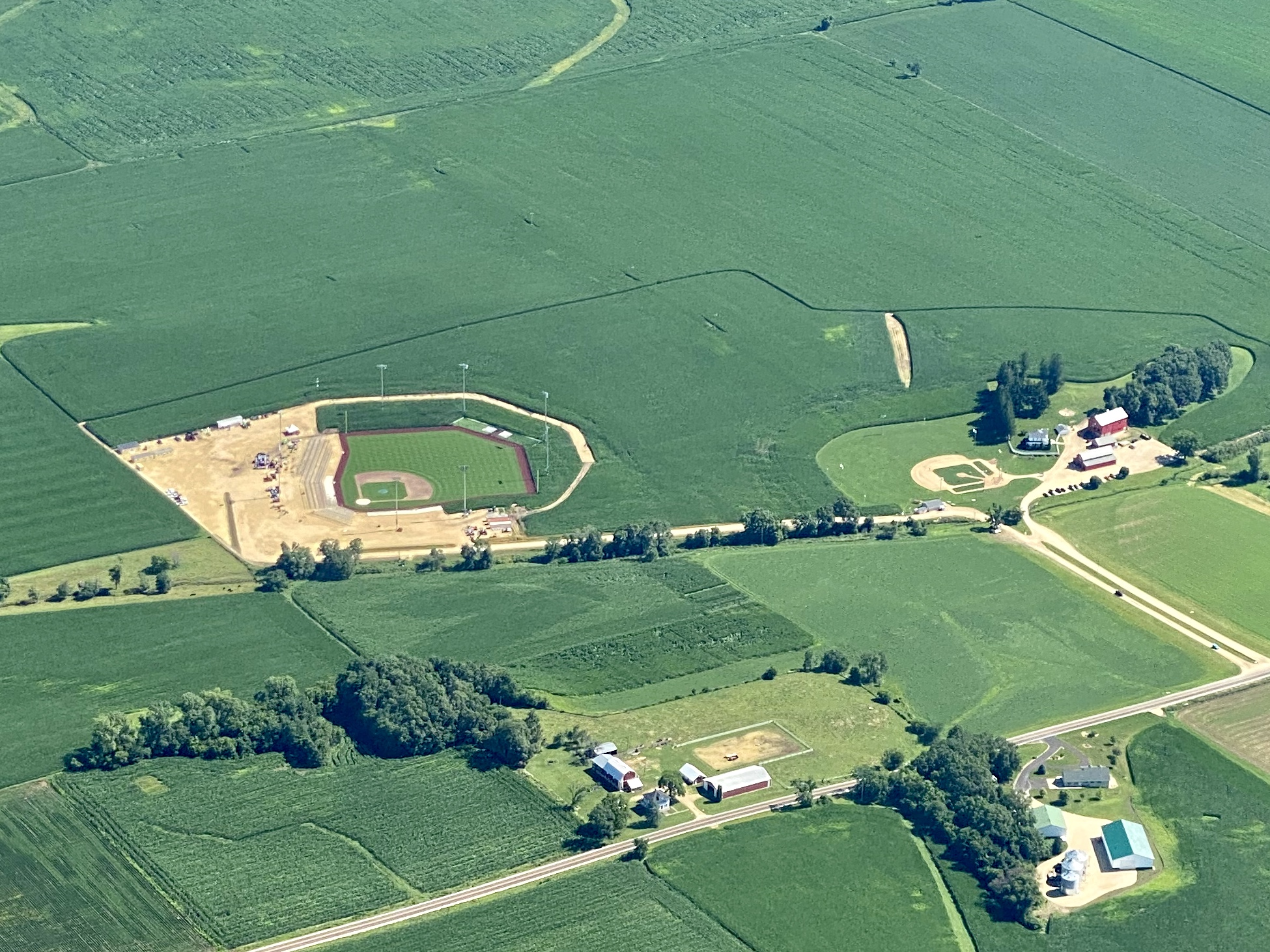
当試合のために新たに建造された球場（左側の大きいほう）。右側は映画『フィールド・オブ・ドリームズ』の撮影に用いられたもの。（2020年7月の空撮）

当初は2020年8月13日にニューヨーク・ヤンキース対シカゴ・ホワイトソックス戦を開催する予定とされたが、従来からある映画セットの球場では、ホームベースから外野フェンスまでの距離などがMLB公式戦の開催要件を満たさないため、開催予定日からちょうど1年前の2019年8月13日に当ゲームのための新球場建設の工事が始まった。球場のデザインはかつてホワイトソックスのホームスタジアムだったコミスキー・パークのデザインをオマージュしており、内野フェンスは板張りのように作られた。レフトおよびライトの外野フェンスには金網が使用され、フェンスの向こう側のトウモロコシ畑が一望できる。レフト側にはLEDビジョンが設置され、板張りのバックスクリーンを挟んでライト側にはこれまた板張りのパネル吊り下げ式のスコアボードが設置された。他にも、ブルペンはコミスキー・パーク同様にセンターバックスクリーンの手前にホーム用とビジター用が並んで設置されている。仮設の観客席は内野席のみで収容人数は約8000人であり、観戦チケットはアイオワ州在住者のみに向けて販売された。
だが、2020年春からの新型コロナウイルスの感染拡大の影響で同年のMLB公式戦開幕が遅れたため、対戦カードをホワイトソックス対セントルイス・カージナルスに変更することが一度は決定したものの、感染拡大が著しくロジスティックス（機材の運搬）に問題が生じているという理由で、結局この年の開催は見送りとなった。

### 第1回（2021年）
いわゆる「仕切り直し」の後、2021年8月12日に、最初に2020年に予定されていたカードであるヤンキース対ホワイトソックス戦が開催された（なお当試合はアイオワ州で開催されたMLBの公式戦としては初めてのものとなった）。
開会式にはケビン・コスナーも駆けつけ、映画さながらに両チームの選手たちが外野フェンス外に広がるトウモロコシ畑の中から登場するという演出がされた。選手たちは映画に登場する伝説的な選手たちを彷彿とさせるようなクラシックスタイル、つまり20世紀前半風のユニフォーム・帽子を着用し、さらにソックスもパンツの裾の上にかぶせて上で折り返すクラシックスタイルで登場した。コスナーは挨拶で、映画の主人公のレイ・キンセラの作中の台詞「ここは天国ですか？野球の天国ですよ」と述べた。
試合はホワイトソックスが終始リードし3点差の状態で9回を迎えたものの、9回表にヤンキースのアーロン・ジャッジとジャンカルロ・スタントンのホームランで7-8と逆転、だがさらにその裏の9回裏にホワイトソックスのティム・アンダーソンが放った本塁打が逆転サヨナラ2ラン本塁打となり、ホワイトソックスが9-8で勝利を飾った。
|                          | 1 | 2 | 3 | 4 | 5 | 6 | 7 | 8 | 9 | R | H | E |
| ------------------------ | - | - | - | - | - | - | - | - | - | - | - | - |
| ニューヨーク・ヤンキース | 0 | 0 | 3 | 0 | 0 | 1 | 0 | 0 | 4 | 8 | 8 | 0 |
| シカゴ・ホワイトソックス | 1 | 0 | 4 | 2 | 0 | 0 | 0 | 0 | 2 | 9 | 8 | 1 |

1. 勝利：リアム・ヘンドリックス (7勝2敗)
2. 敗戦：ザック・ブリットン (1敗)
3. 本塁打
NYY：アーロン・ジャッジ (25号), ブレット・ガードナー (5号), ジャンカルロ・スタントン (18号)
CWS：ホセ・アブレイユ (23号), エロイ・ヒメネス (6号), セビー・ザバラ (4号), ティム・アンダーソン (13号)

### 第2回（2022年）
2022年8月11日に、シカゴ・カブス対シンシナティ・レッズ戦が行われた。開会式は、トウモロコシ畑の中から現れたケン・グリフィー・シニアとケン・グリフィー・ジュニアの親子がキャッチボールをするという、映画のキンセラ親子を彷彿とさせるシーンで始まり、その後ろからクラシックスタイルのユニフォームに身を包んだレッズとカブスの選手たちが前年同様にトウモロコシ畑の中から登場した。始球式のピッチャーは元カブスの名投手ファーガソン・ジェンキンスが、キャッチャーは元レッズの名捕手ジョニー・ベンチが務めた。
日本人選手は、鈴木誠也がカブスの4番右翼手として出場し、1回表に2塁にランナーを置いた状態で打席に入り2塁打を放ち1打点を挙げ、さらに続く打者が放った2塁打で自身も本塁に帰還しさらに1点を挙げる活躍をした。
試合はカブスが4-2でレッズの追撃を振り切り勝利した。
|                      | 1 | 2 | 3 | 4 | 5 | 6 | 7 | 8 | 9 | R | H  | E |
| -------------------- | - | - | - | - | - | - | - | - | - | - | -- | - |
| シカゴ・カブス       | 3 | 0 | 0 | 1 | 0 | 0 | 0 | 0 | 0 | 4 | 10 | 0 |
| シンシナティ・レッズ | 0 | 0 | 0 | 0 | 0 | 0 | 2 | 0 | 0 | 2 | 7  | 1 |

1. 勝利：ドリュー・スマイリー (5勝6敗)
2. セーブ：ローワン・ウィック (7S)
3. 敗戦：ニック・ロドロ (3勝3敗)

### 今後の予定（2023年以降）
2022年時点での情報によると、MLBは2023年は当球場での試合を開催する予定は無いという。その先の予定も決まっていない。